# Washington Luigi Garcia
Washington Luigi Garcia (geboren am 24. November 1978 in São Paulo) ist ein brasilianischer ehemaliger Fußballspieler.

## Karriere
Washington begann seine Karriere 1999 beim FC São Paulo, bei dem er bis 2001 unter Vertrag stand. 2002 wechselte er zum Verein RWD Molenbeek, 2003 zu Wolgar-Gasprom Astrachan. In der Saison 2004/05 unterschrieb er einen Vertrag bei AA Ponte Preta. Seine weiteren Stationen waren Goiás EC, CR Vasco da Gama, EC São Bento, AS Arapiraquense, Indios de Ciudad Juárez und Volta Redonda FC.